# Guapiaçu
Guapiaçu is een gemeente in de Braziliaanse deelstaat São Paulo. De gemeente telt 17.938 inwoners (schatting 2009).

## Aangrenzende gemeenten
De gemeente grenst aan Altair, Cedral, Olímpia, Onda Verde, São José do Rio Preto en Uchoa.